# Haqqani-Netzwerk
Das Haqqani-Netzwerk ist eine militante islamistische Terrororganisation. Sie gilt laut dem Council of Foreign Relations als Bestandteil der Taliban in Afghanistan und Pakistan. Es wird für zahlreiche tödliche Anschläge in Afghanistan verantwortlich gemacht.

## Geschichtlicher Hintergrund und Struktur
Das Netzwerk wurde von dem Mudschahid Dschalaluddin Haqqani gegründet. Dieser war während des Widerstands der Mudschahedin gegen die Sowjetunion in den 1980er Jahren als ein Anführer im bewaffneten Kampf von den Vereinigten Staaten und ihren damalig regionalen Verbündeten, allen voran Pakistan, unterstützt worden. (Siehe dazu mehr: Operation Cyclone). Er pflegte enge Beziehungen sowohl zu al-Qaida als auch zu Pakistans Geheimdienst (ISI). Trotz ihres brutalen Rufs galten die Haqqanis unter Führung von Dschalaluddin Haqqani als relative Pragmatiker. In den Neunzigerjahren beklagte sich Jalaluddin Haqqani etwa über die Haltung vieler seiner Weggefährten gegenüber Mädchenschulen und sprach sich etwa für deren Öffnung auf.
Nach den Terroranschlägen vom 11. September 2001 (9/11) hatte das Haqqani-Netzwerk der Führung der Al-Qaida um Osama bin Laden geholfen, sich in Wasiristan zu verstecken. Nachdem die NATO unter Führung der USA als Antwort auf die Anschläge von 9/11 im Oktober 2001 den 20-jährigen, letztendlich verlorenen Krieg in Afghanistan als Invasion begann, ging Jalaluddin Haqqani mitsamt seiner Familie wieder in den Widerstand. Im Jahr 2018 verstarb er.
Seit 2014 wird das Netzwerk von dessen Sohn Siradschuddin Haqqani angeführt. Siradschuddin Haqqani gehört zur obersten Talibanführungsriege, der Quetta Shura. Stand 2011 gab Hinweise, dass das Haqqani-Netzwerk weiterhin Verbindungen zum pakistanischen Geheimdienst unterhielt. Pakistan ging Stand 2011, mit Verweis auf seine ausgelasteten militärischen Kapazitäten im Krieg gegen die Tehrik-i-Taliban Pakistan, nicht gegen das Netzwerk vor. Der Hauptstützpunkt des Netzwerkes, eine Art Zwergstaat mit eigenen Gerichtshöfen, Steuerbehörde und Madrassen, soll sich in der pakistanischen Stadt Miranshah befinden.
Das Netzwerk hat enge Verbindungen mit der Islamischen Dschihad-Union, einer Splittergruppe der Islamischen Bewegung Usbekistans.

## Chronik seit 2007

### 2007
Im Jahr 2007 stuften die Vereinten Nationen das Haqqani-Netzwerk als Terrororganisation ein.

### 2010
Im Herbst 2010 war die Organisation im Fokus der US-amerikanischen Drohnenangriffe im Norden von Wasiristan, Pakistan, wo sie auch ihre Rückzugsbasis hat.

### 2011

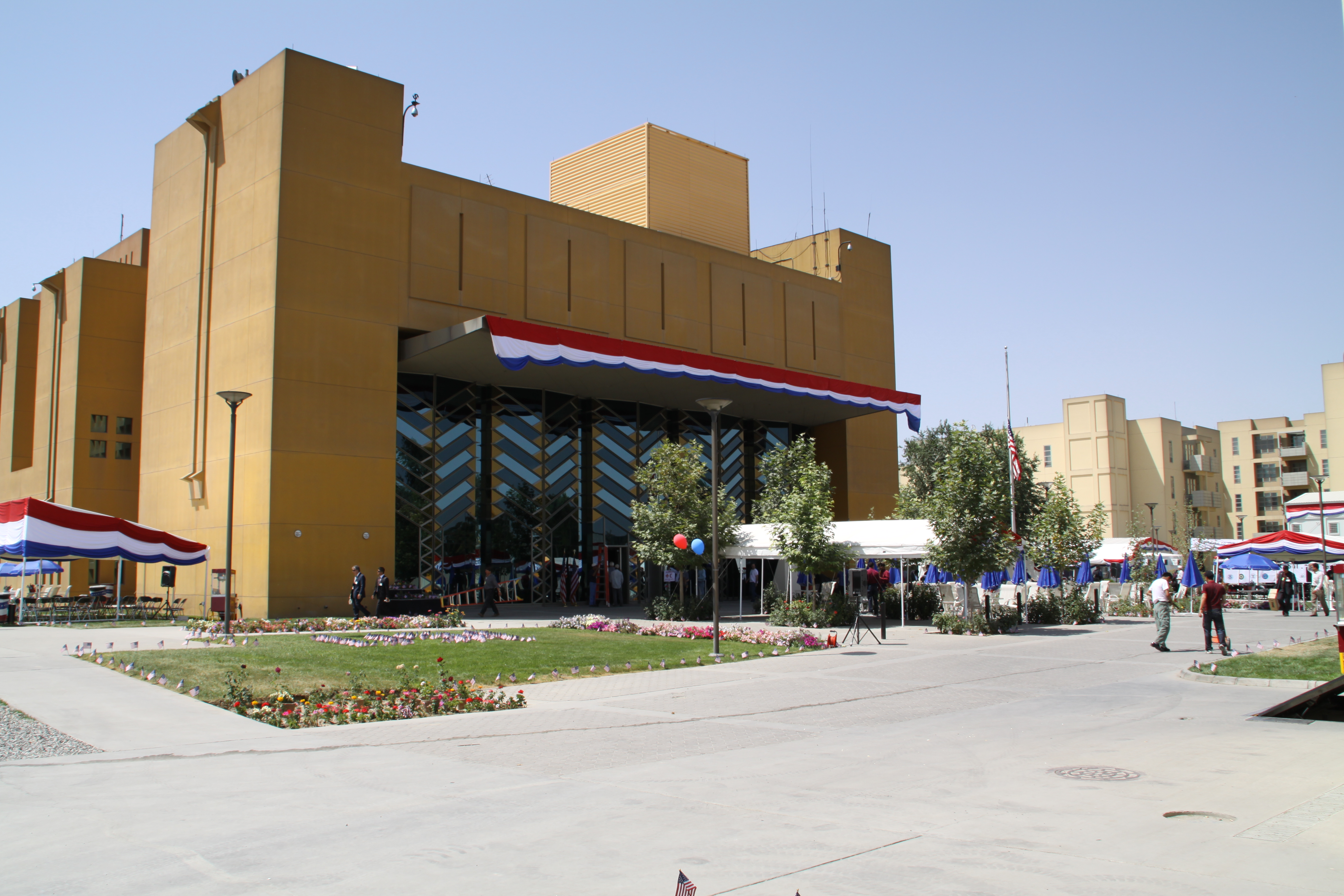
Hauptgebäude der Botschaft der Vereinigten Staaten in Kabul (2010)

Laut dem US-Botschafter in Kabul, Ryan Crocker, war das Haqqani-Netzwerk für den Angriff auf das Hotel Intercontinental in Kabul 2011 in der Nacht auf den 29. Juni 2011 verantwortlich, bei dem 21 Menschen ums Leben kamen. Außerdem sollen sechs Attentäter des Netzwerks am 13. und 14. September 2011 von einem Rohbau aus das NATO-Hauptquartier und die Botschaft der Vereinigten Staaten in Kabul angegriffen haben. Bei dem 20 Stunden dauernden Gefecht wurden inklusive der Angreifer 27 Menschen getötet.
Laut US-Generalstabschef Mike Mullen sind Kämpfer des Netzwerks für den Angriff auf das Hotel Intercontinental, für einen Autobombenanschlag am 11. September 2011 und den Angriff auf die US-Botschaft verantwortlich. Bei dem Angriff auf die Botschaft wurde seinen Worten nach neben einem Taliban-Kämpfer auch ein Mitglied des Haqqani-Netzwerks festgenommen. Außerdem beschuldigte er den pakistanischen Geheimdienst ISI, die Angriffe in Planung und Durchführung unterstützt zu haben. Daraufhin veröffentlichte das Netzwerk ein Dementi auf ihrer Webseite. Es betonte: „Jede unserer zivilen und militärischen Aktivitäten ist unsere eigene Initiative und Tat.“
Laut Angaben der ISAF wurde am 27. September Hadschi Mali Khan, der Onkel von Sirajuddin Haqqani, im Südosten Afghanistans festgenommen. Es soll der ranghöchste Kommandant des Netzwerks in Afghanistan sein.
Am 3. Oktober 2011 veröffentlichte das BBC ein Interview mit Sirajuddin Haqqani. Darin behauptet dieser, seine Gruppe sei nicht für das Attentat auf Burhānuddin Rabbāni verantwortlich und werde nicht von Pakistan gesteuert.
Am 5. Oktober gab die Nationale Sicherheitsdirektion bekannt, dass sechs Mitglieder des Netzwerks festgenommen worden seien. Die Personen, unter ihnen ein Leibwächter Karzais, drei Studenten sowie ein Universitätsprofessor, hätten die Ermordung von Hamid Karsai geplant.
Laut Angaben der pakistanischen Regierung tötete eine US-Drohne am 13. Oktober in Miranshah vier Mitglieder des Haqqani-Netzwerks. Darunter soll sich ein für Logistik verantwortlicher Anführer befunden haben. Laut US-Regierung wurde am selben Tag Janbaz Zadran (alias Jamil) in Nordwasiristan getötet. Zadran soll das bisher ranghöchste getötete Haqqani-Mitglied gewesen sein. Zu den Umständen des Todes wurden keine Angaben gemacht.

### 2012
Der afghanische Innenminister Besmillah Mohammadi und der afghanische Geheimdienst machte das Netzwerk für die Angriffe in Afghanistan am 15. April 2012 verantwortlich. Es seien mehrere ihrer Mitglieder festgenommen worden. Bei den Angriffen auf Militärbasen, Botschaften und Regierungsgebäuden wurden mindestens 47 Menschen getötet. Auch der US-amerikanische Botschafter Ryan Crocker ging von einer Urheberschaft des Haqqani-Netzwerks aus. Seinen Worten nach planten diese den Angriff von Pakistan aus.
Ende August erklärten der ISI und der afghanische Geheimdienst den Tod von Badruddin Haqqani durch einen Drohnenangriff in Nord-Wasiristan. Der Sohn von Dschalaluddin Haqqani soll ein ranghoher Anführer des Netzwerks gewesen sein. Die Taliban dementierten die Angaben.
Am 7. September stufte die US-Regierung das Haqqani-Netzwerk offiziell als ausländische, terroristische Organisation ein. Bis dahin verzichtete sie auf diese Einordnung, da sie eine Störung der Friedensbemühungen in Afghanistan befürchtete. Ranghohe Mitglieder der Organisation gaben an, diese Entscheidung bedeute, dass die US-Regierung „die Friedensbemühungen in Afghanistan nicht ernst nehmen“ würde. Weiterhin drohten sie mit einer Verschlechterung der Situation von Bowe Bergdahl, einem US-Offizier, welcher 2009 durch Extremisten verschleppt wurde.

### 2014
Die Pakistanische Regierung verbot das Netzwerk am 22. Januar 2014 und kündigte „unverzügliche Schritte“ – wie etwa Kontosperren – an.
Die Haqqanis spielten eine wichtige Rolle bei der Freilassung des US-Soldaten Bowe Bergdahl, der fünf Jahre von den Extremisten gefangen gehalten wurde.

### 2017
Das Netzwerk wird verdächtigt, den Bombenanschlag in Kabul am 31. Mai 2017 durchgeführt zu haben.

### 2018
war das Haqqani-Netzwerk für den Angriff auf das Hotel Intercontinental in Kabul in der Nacht auf den 20. Juni verantwortlich, bei dem 42 Menschen ums Leben kamen.

### 2021
Nach der Einnahme von Kabul durch die Taliban wurde dem Netzwerk Berichten zufolge die Sicherung der Stadt übertragen. Stand 2021 leben die Haqqanis ihren Glauben noch rigider und buchstabengetreuer aus als andere Taliban-Anhänger, sie gelten als grausam, skrupellos und professionell, auch unter Taliban-Kämpfern im Land, die anderen Gruppen angehören.

### 2022
Am 31. Juli 2022 wurde der Anführer der Al-Qaida, Aiman az-Zawahiri auf der Terrasse eines Hauses, das offenbar dem afghanischen Innenminister Haqqani gehört, durch einen US-amerikanischen Drohnenangriff getötet. Das Taliban-Regime verurteilte die Tötung az-Zawahiris als Verletzung des Doha-Abkommens, in dem dieser Abzug vereinbart worden war. Die US-Regierung wiederum warf den Taliban vor, von der Anwesenheit az-Zawahiris in Kabul gewusst und damit gegen die Sicherheitsgarantien verstoßen zu haben, die sie den USA in demselben Abkommen gegeben hatten. Es gibt die Vermutung, dass ein anderer Taliban-Flügel direkt oder indirekt das Versteck von az-Zawahiri an die USA verriet.

### 2024
Am 11. Dezember 2024 wurde Khalil Haqqani, Bruder des früheren Anführers des Haqqani-Netzwerks Dschalaluddin Haqqani (1939–2018), bei einem Selbstmordanschlag getötet. Er war seit dem 7. September 2021 Flüchtlingsminister. Ein oder mehrere Attentäter lösten eine Explosion auf dem Gelände des Flüchtlingsministeriums in Kabul aus, bei der der Minister und weitere Menschen starben.